# 比尔森共和国广场喷泉
比尔森共和国广场喷泉（捷克語：Kašny na náměstí Republiky）位于捷克比尔森市中心共和国广场的三个角落，第四个角落是圣母玛丽亚黑死病纪念柱（Mariánský sloup）。喷泉喷泉的创作者是建筑师昂德伊·奇斯勒（Ondřej Císler），他的设计在建筑竞赛中，从42项参赛设计作品中胜出。 喷泉于2010年7月29日正式投入使用。喷泉描绘了皮尔森城徽上的天父、天使和骆驼。 雕塑用青铜制成，外面覆盖金箔；接水的容器由黑色花岗岩制成。

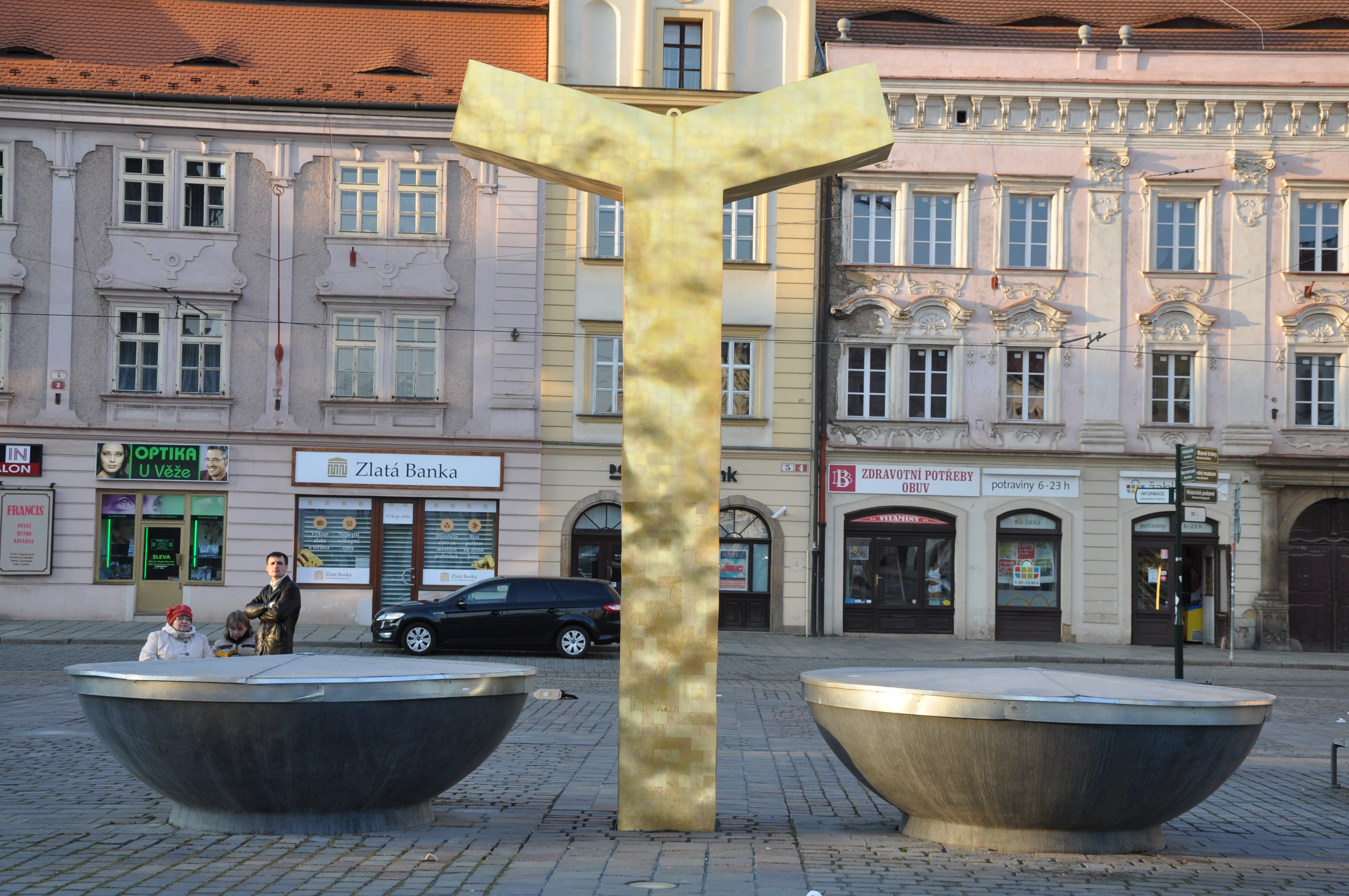
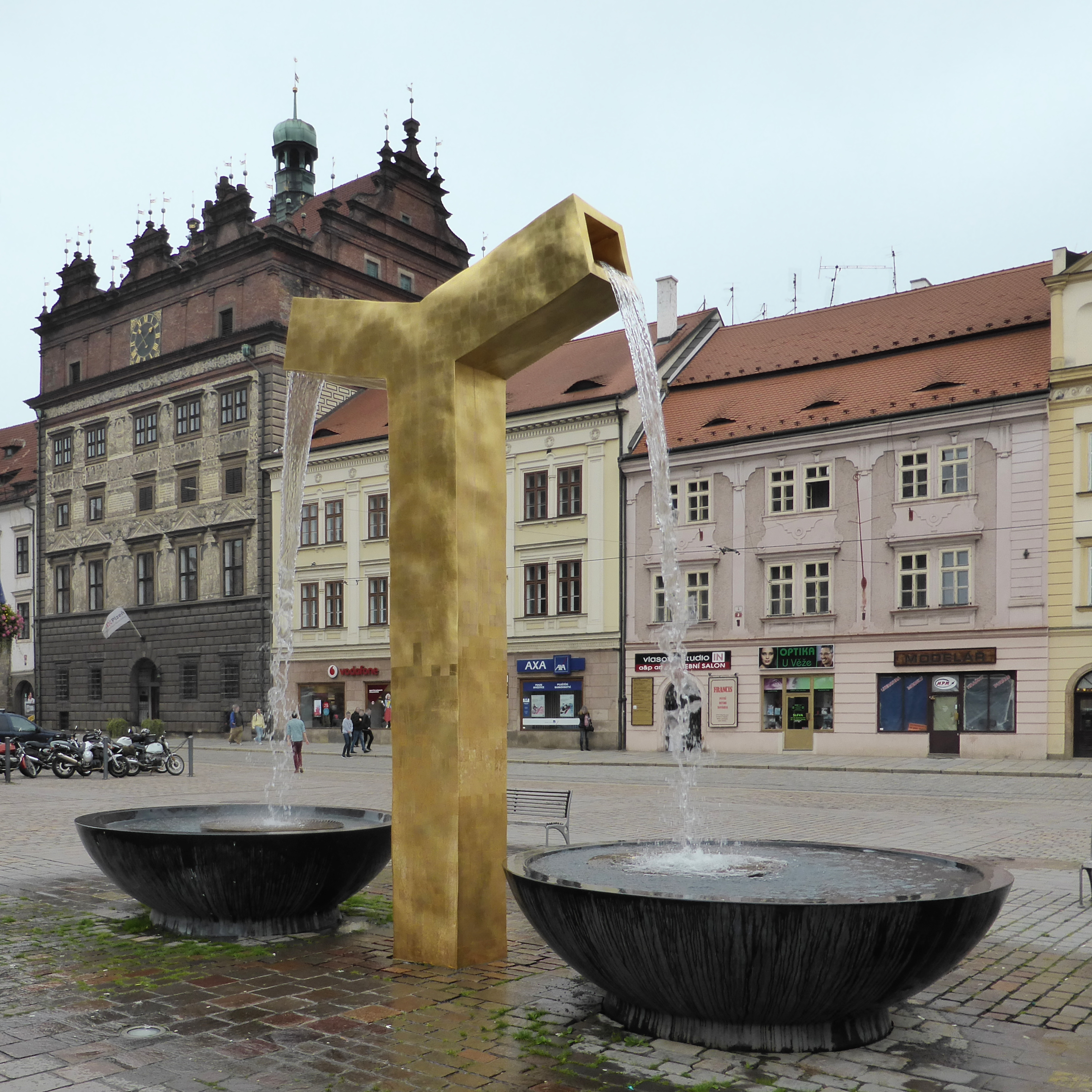
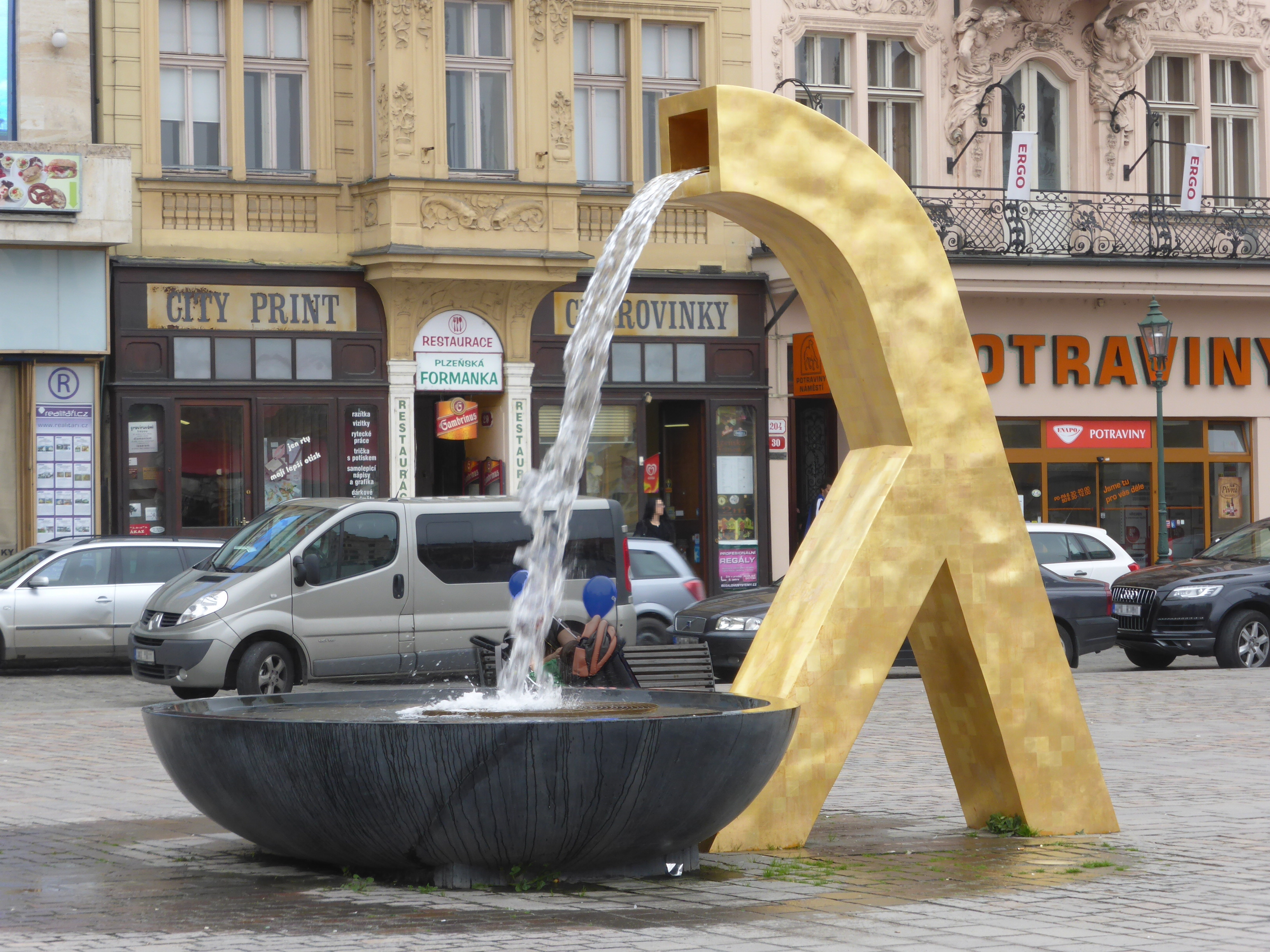
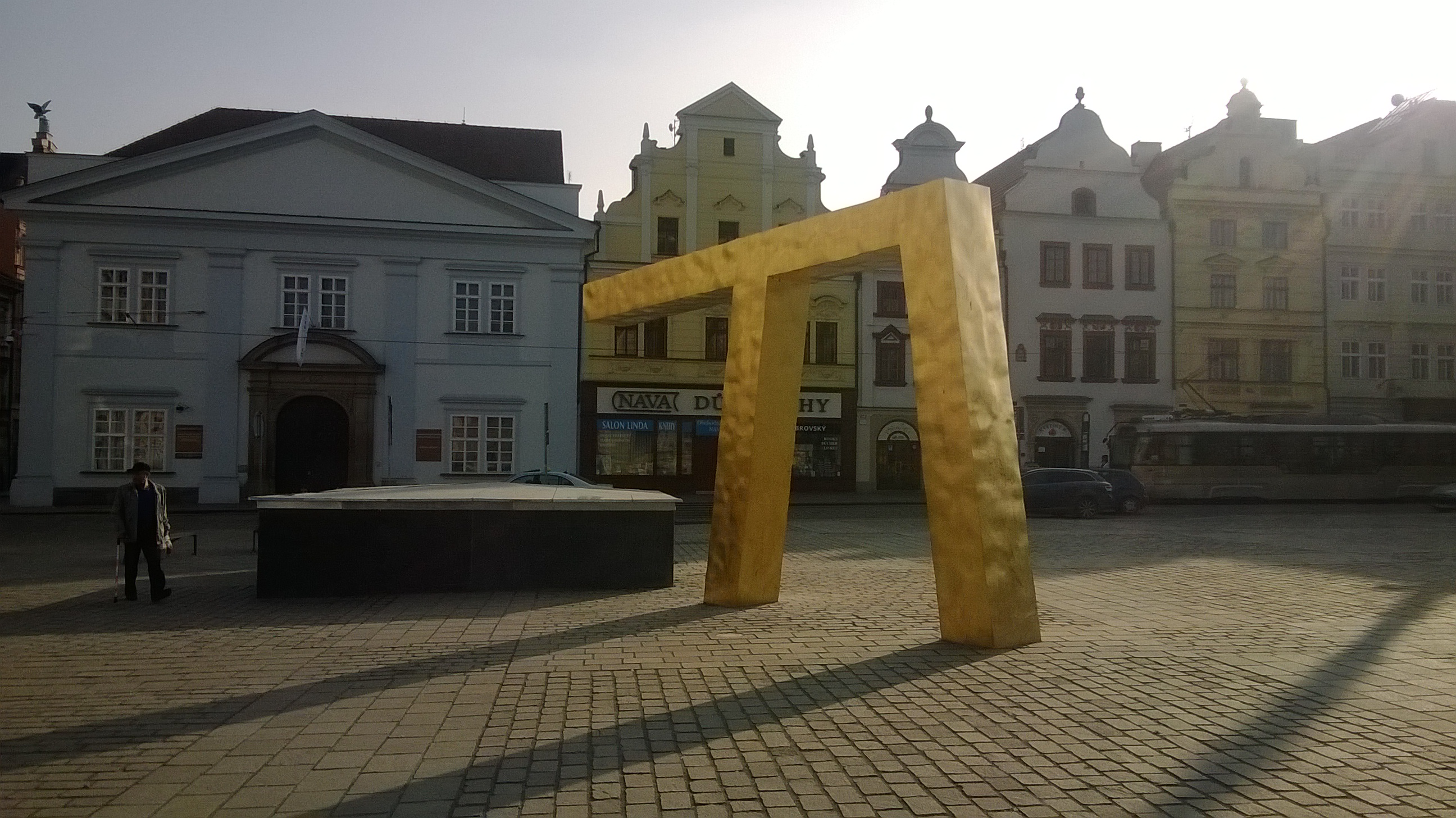